# تومي تشيستر
تومي تشيستر (بالإنجليزية: Tommy Chester)‏ (7 نوفمبر 1907 بغلاسكو في المملكة المتحدة - 1979) هو لاعب كرة قدم بريطاني (وحمل سابقاً جنسية المملكة المتحدة لبريطانيا العظمى وأيرلندا) في مركز الظهير. لعب مع نادي بوري ونادي بيرنلي ونوتس كاونتي.